# Chráněná krajinná oblast Křivoklátsko

Poloha CHKO Křivoklátsko

Chráněná krajinná oblast Křivoklátsko (CHKO Křivoklátsko) je chráněná krajinná oblast v Česku. Vyhlášena byla 23. ledna 1979. Správa CHKO sídlí ve Zbečně. Rozloha CHKO činí 625 km², nadmořská výška se pohybuje v rozmezí 212 až 617 metrů, nejnižším bodem je tok Berounky v Hýskově, nejvyšším bodem je vrchol Těchovína.
CHKO byla vyhlášena za účelem ochrany původního krajinného vzhledu včetně mimořádně cenných přírodních lokalit. Nachází se v západní části Středočeského kraje. Středem chráněné krajinné oblasti vede kaňonovité údolí řeky Berounky, odvodňující většinu území. Roku 1977 se Křivoklátsko pro svůj význam stalo biosférickou rezervací UNESCO, později i ptačí oblastí v rámci soustavy Natura 2000. Od roku 2008 se připravuje přechod na vyšší stupeň ochrany, a to vytvořením národního parku Křivoklátsko z přírodně nejcennější části.

## Historie
Na současném stavu zdejší krajiny se z největší míry podílí její historický vývoj. Křivoklátsko leží mimo starou sídelní oblast, takže jeho osídlení až do raného středověku bylo velmi řídké. Je známo jen pár lokalit pravěkého osídlení, například okolí Hýskova, pohřebištní mohyly v Lánské oboře, halštatské hradiště u Branova nazývané „Propadený zámek“ a hradištní předchůdce Křivoklátu z pozdní doby bronzové. Lokalitou středoevropského významu je ovšem keltské oppidum Stradonice z pozdní doby laténské. Jeho prvotní podoba pochází z druhého století před naším letopočtem, valové opevnění bylo dostavěno později a celková výměra oppida činila 82 ha. Po nálezu dvou set zlatých mincí roku 1877 bylo návrší vystaveno značnému tlaku hledačů pokladů, dočkalo se ale i archeologického průzkumu. Druhou lokalitou spojenou s Kelty je ves Podmokly, kde byl roku 1771 nalezen největší keltský poklad vůbec, zhruba pět tisíc zlatých mincí o celkové váze 40 kg. Většina jich byla po nálezu přetavena, pár se zachovalo v muzeích.

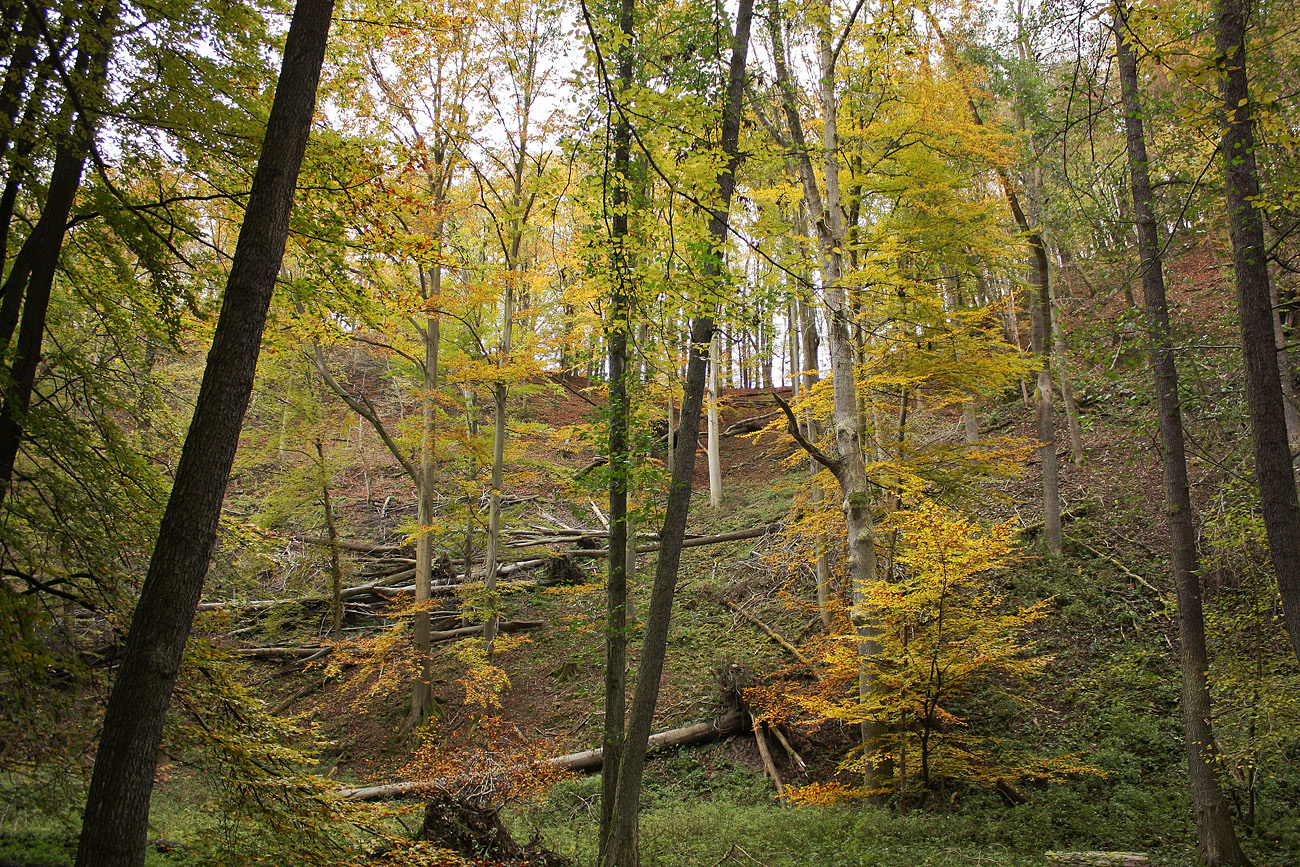
Údolí Oupořského potoka

Od raného středověku hrálo Křivoklátsko úlohu loveckého hvozdu, ten byl spravován nejprve ze zaniklého hradu Hlavačov u Rakovníka, později z Křivoklátu. Souvislé lesní celky byly záměrně zachovávány. Lesnictví se začalo ve větší míře rozvíjet kolem poloviny 18. století za Fürstenberků. Působili zde odborníci z Čech i Bavorska, vytěžené plochy se začaly osazovat novými sazenicemi a na Křivoklátě vznikla lesnická škola. V 19. století se dřevo začalo těžit podle desetiletých plánů a ve velké míře se zakládají smrkové monokultury. Tím se rychle změnila druhová skladba lesa, na jednom zkoumaném území se uvádí roku 1794 65 % listnatých stromů, roku 1869 už jen 15 % a v roce 1920 dokonce pouze 4 %. Plošně sice nebyla tato změna tak extrémní, ale množící se smrkové monokultury přinášely stále více problémů.

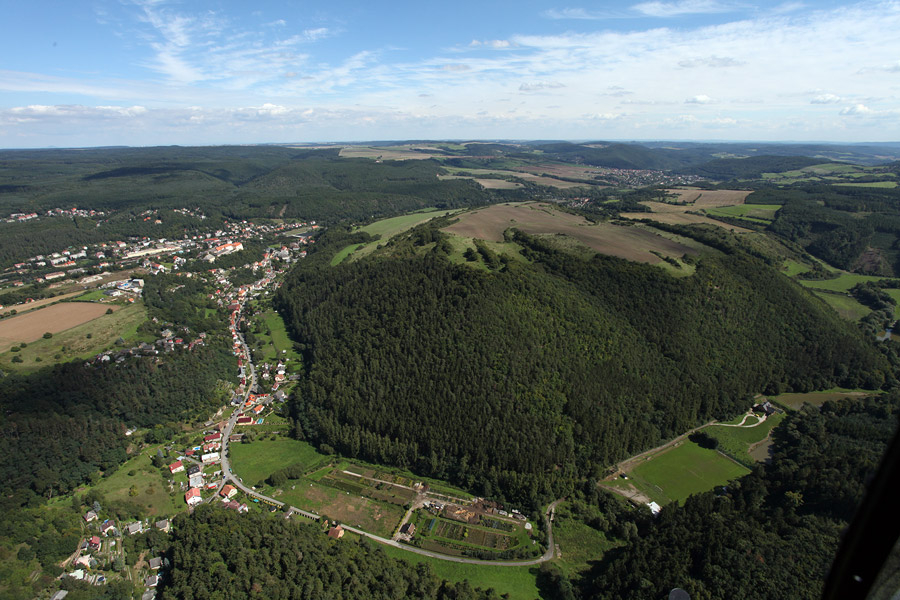
Vrch Hradiště se stradonickým oppidem

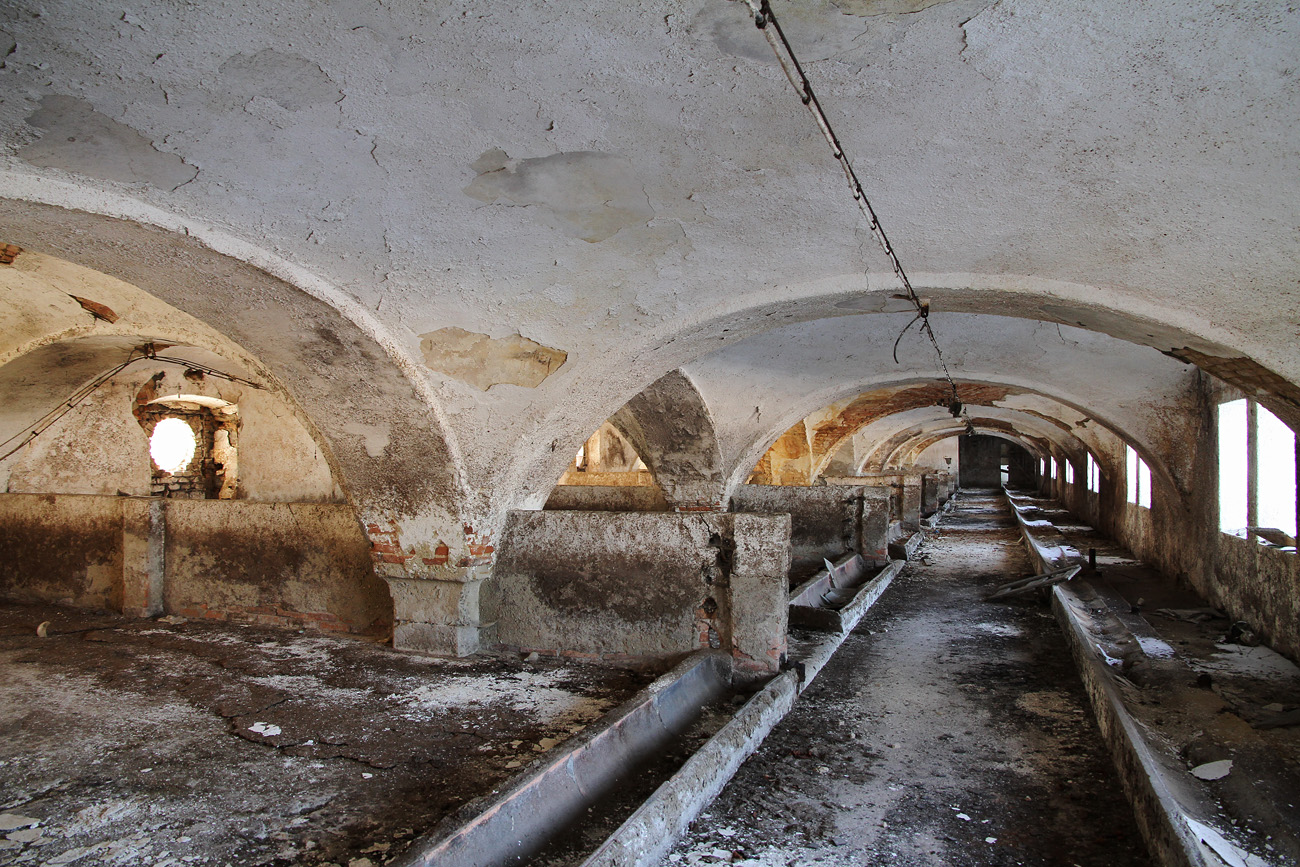
Vnitřek chléva na statku Karlov

K největší kalamitě došlo začátkem roku 1940, kdy vichřice poškodila přes 10 tisíc hektarů lesa. Snaha zlepšit druhovou skladbu dřevin se probouzí až na konci 20. století. Zemědělství se výrazněji rozvíjí od vrcholného středověku, po třicetileté válce ale řada vsí zaniká a krajina pustne. Za Fürstenberků se zakládají zemědělské dvory spravující polnosti, např. dvůr Karlov, rozvíjí se pastva dobytka a podél cest se zakládají aleje. Hospodaření upadá od pozemkové reformy ve dvacátých letech 20. století a zejména pak po kolektivizaci zemědělství. Vzhled zdejší vesnice byl v období komunismu značně degradován nevhodnou architekturou domů i stavbou předimenzovaných kravínů, vepřínů, silážních žlabů a podobně, které narušují ráz jinak malebné krajiny.

## Přírodní poměry

### Geologie

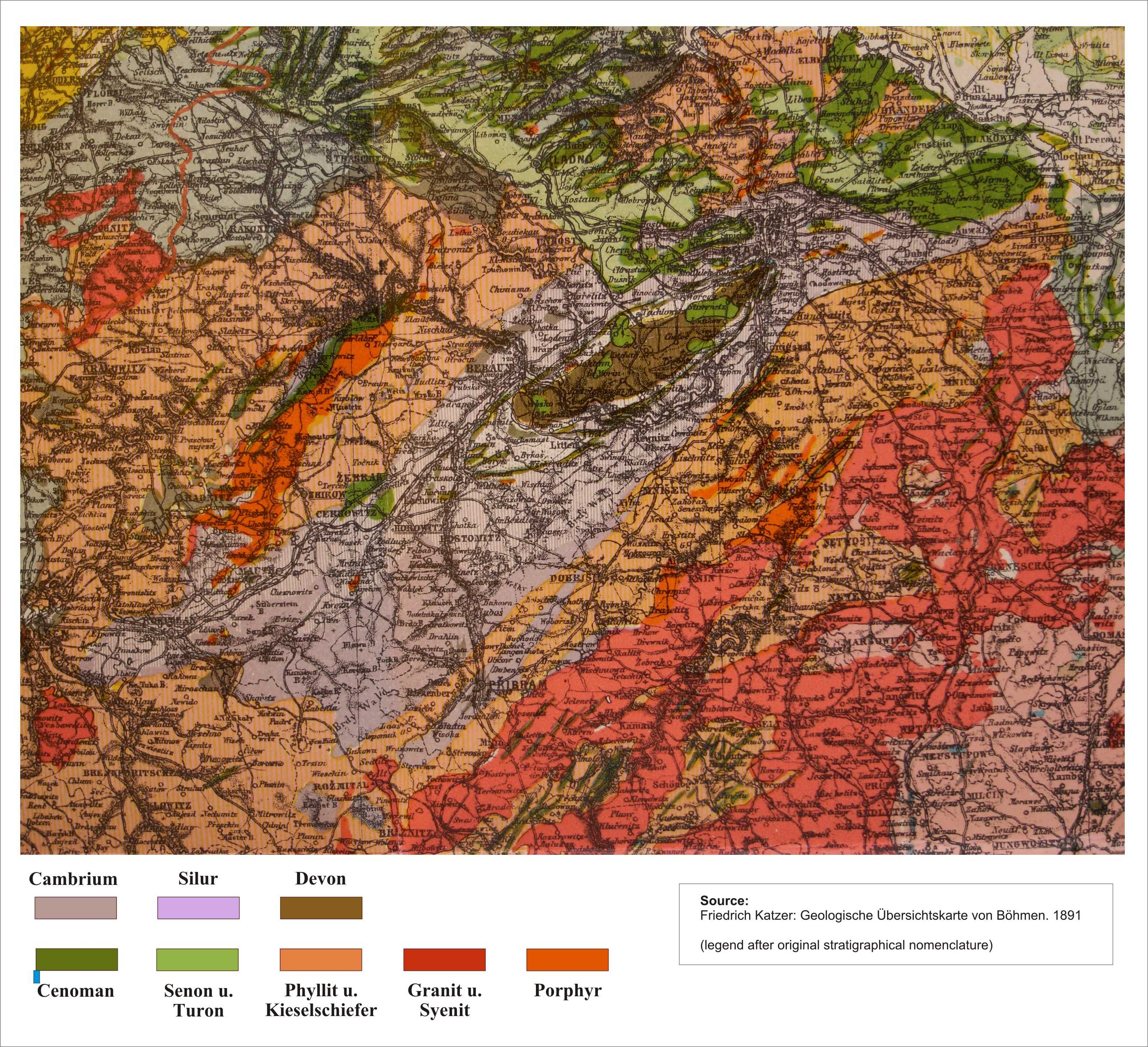
Geologická mapa okolí Prahy, oranžový pruh vlevo značí vyvřelé křivoklátsko-rokycanské pásmo

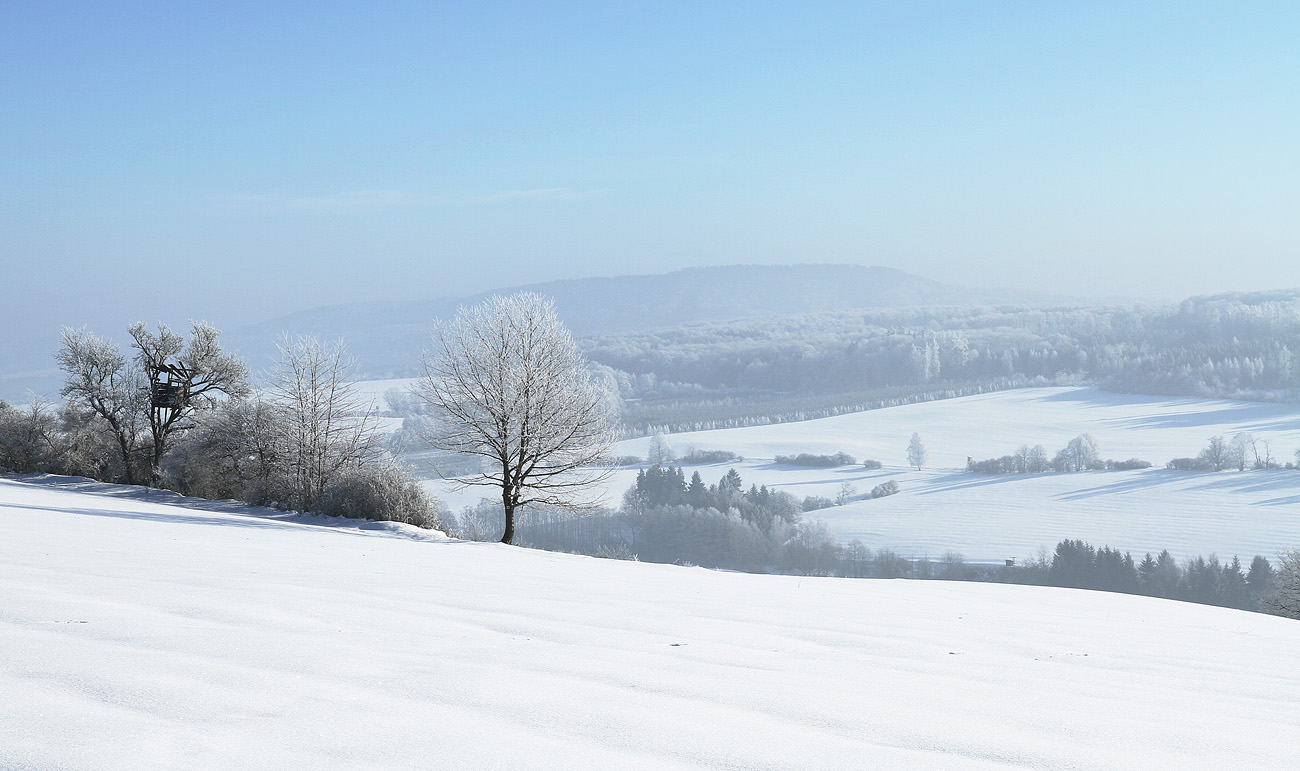
Křivoklátská vrchovina

Území je geologicky velmi staré, nejčastěji zastoupené jsou starohorní usazené břidlice a droby. Sedimenty jsou na mnoha místech porušeny podmořskými výlevy bazaltového magmatu, které se označuje jako spilit. Ve starších prvohorách (kambrium) zasahovalo moře do okolí Skryjí, kde vznikly břidlice velmi bohaté na zkameněliny mořských živočichů, zejména trilobitů, ramenonožců a ostnokožců. Jejich zkoumání se intenzivně věnoval francouzský stavební inženýr a paleontolog Joachim Barrande. Dominantou území je křivoklátsko-rokycanské pásmo vyvřelých hornin, vedoucí od Zbečna k Rokycanům. Jeho projevy na povrchu jsou patrné v podobě erozí odhalených tvrdých skalních suků. Úzké hřbety při jihovýchodním okraji CHKO jsou tvořeny ordovickými křemenci. Pozdější horninotvorná činnost je malá a jen lokální. V údolí Berounky jsou říční terasy naplavených štěrků a písků. Koncem třetihor (terciéru) byl povrch území srovnán do paroviny, stejně jako většina Čech. Prudké klimatické výkyvy čtvrtohor však způsobily masivní erozi a holá mrazová krajina dob ledových snadno podléhala vlivu vody i větru. Říční toky se hluboce zařízly i do tvrdých vyvřelých hornin. V době meziledové se lokálně vytvořila ložiska pěnovců (sypký travertin) na svazích pramenů bohatých na uhličitan vápenatý (CaCO3). Vzorovou lokalitou pěnovce je přírodní rezervace U Eremita.
Půdy v celé CHKO odpovídají vývojové sérii hnědých půd (kambizemí) v různém stupni vývoje, na živiny jsou spíše chudší. Půda na břidlicovém podloží bývá špatně provzdušněná. Množství srážek je v porovnání se zbytkem republiky mírné podprůměrné, protože Křivoklátsko leží na okraji srážkového stínu Krušných hor, zároveň v podzemí neexistují kolektory vody, takže podzemních vod je v celé oblasti méně. Jejich výskyt je vázán na zóny prasklin v podloží. Hydrologickou dominantou je řeka Berounka s četnými přítoky. Její průměrný průtok v Křivoklátu činí 32 m³/s, při povodni v roce 2002 však přesáhl 1400 m³/s. Na ploše CHKO se nachází 340 vodních nádrží, např. vodní nádrž Jablečno, Bartoň a Pilský rybník. Přes polovinu celkové plochy stojatých vod zaujímá v. n. Klíčava (72,5 ha) na stejnojmenné říčce v Lánské oboře. Voda v celé oblasti netrpí acidifikací díky geologickému podloží a listnatým lesům. Klima je mírně suché a mírně teplé s průměrnou roční teplotou 7–8 °C a úhrnem srážek 530 mm. Sněhu bývá v zimě do 20 cm a nevydrží dlouho. Řeka a její okolí vytváří svým velmi členitým terénem velkou diverzitu stanovišť a mikroklimat. Údolí potoků jsou vlhká a chladná, zatímco stráně a vrcholy kopců jsou podstatně teplejší a sušší. Na jejich jihozápadních temenech se vyskytuje přirozené bezlesí s keři a zakrslými duby, označované jako „pleš“. Jde tedy o inverzi teplot.

### Geomorfologie
Většina území se překrývá s geomorfologickým celkem Křivoklátské vrchoviny, která se dělí na dvě části. Na východě sem pak zasahuje Plaská pahorkatina. Lánská pahorkatina na levém břehu Berounky má nižší nadmořské výšky, nejvyšší je vrchol Tuchonín (487 m). Její geologické podloží jsou sedimentované břidlice, které předurčují krajinu k zaobleným tvarům. Do nich se ovšem hluboce zařezávají potoky tekoucí k Berounce (Rakovnický potok, Javornice, Tyterský potok, Klíčava). Na pravém břehu se na vyvřelém křivoklátsko-rokycanském pásmu rozkládá vyšší a členitější Zbirožská vrchovina s nejvyšším vrcholem Těchovín (616 m). Ta je z hlediska významu jádrem celé oblasti. Výraznými prvky jsou rovněž vymodelované meandry Berounky a četné buližníkové skalní výchozy (Krušná hora, Velíz, Zámecký vrch).

### Flóra

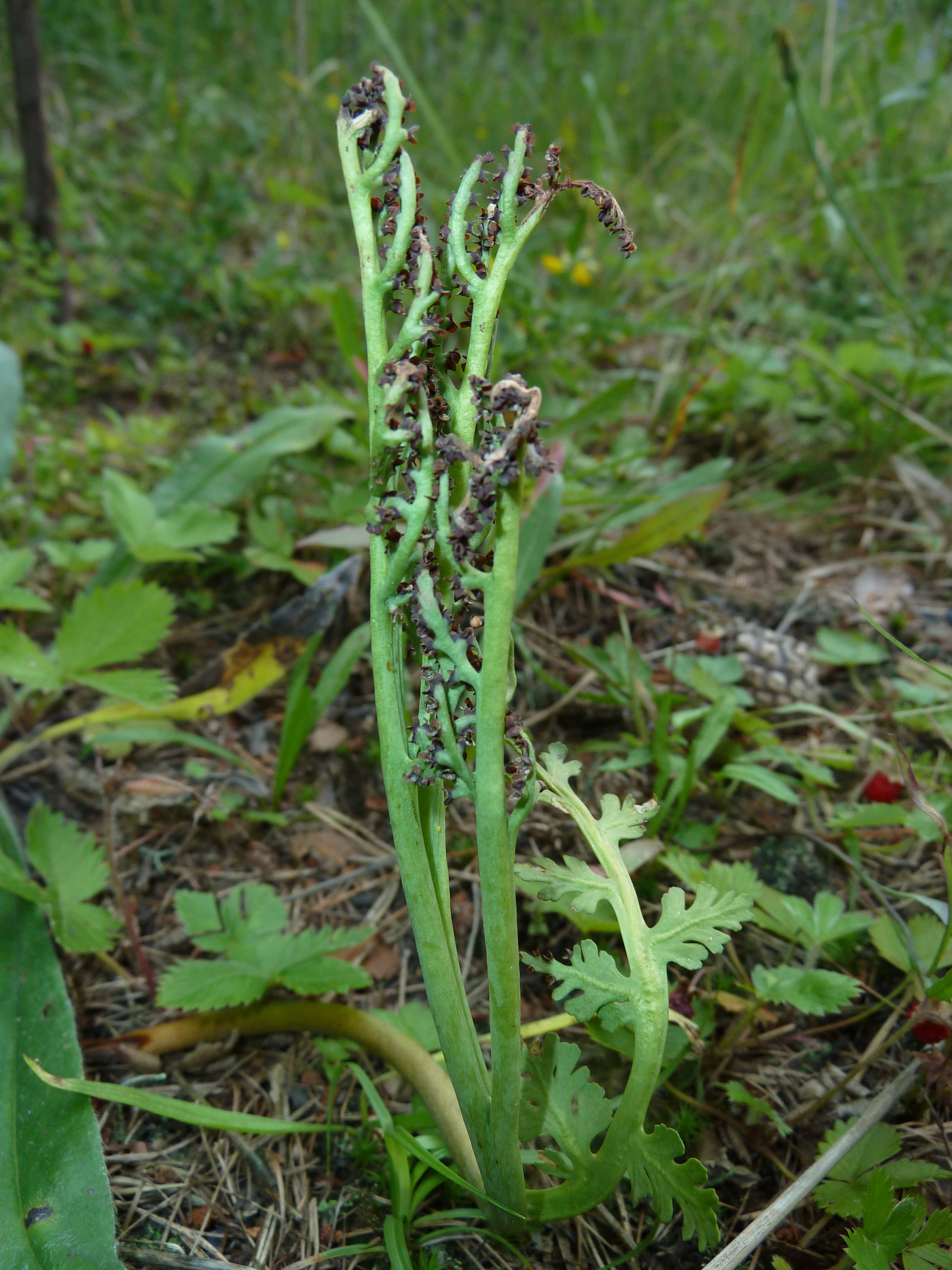
Vratička heřmánkolistá

Dlouholetým výzkumem pod vedením J. Kolbeka byla prokázána přítomnost 1 800 rostlinných druhů. To činí 60 % celkového druhového bohatství celé České republiky. Za tak nebývalou diverzitu vděčí Křivoklátsko zejména velkému gradientu prostředí, který nabízí mnoho typů přírodních stanovišť, spolu s menším narušením lidskou činností. 62 procentní lesnatost je vysoko nad celostátním průměrem, lesy mají navíc na většině své rozlohy zachovanou příznivou druhovou skladbu s velkým podílem listnatých stromů. Bez vlivu člověka by podle průzkumu oblasti dominovala černýšová dubohabřina, dále pak biková a jedlová doubrava a ve vyšších a severních polohách biková nebo lipová bučina. Významné jsou i lokální porosty jedlin a svahy s tisem červeným (Taxus baccata).

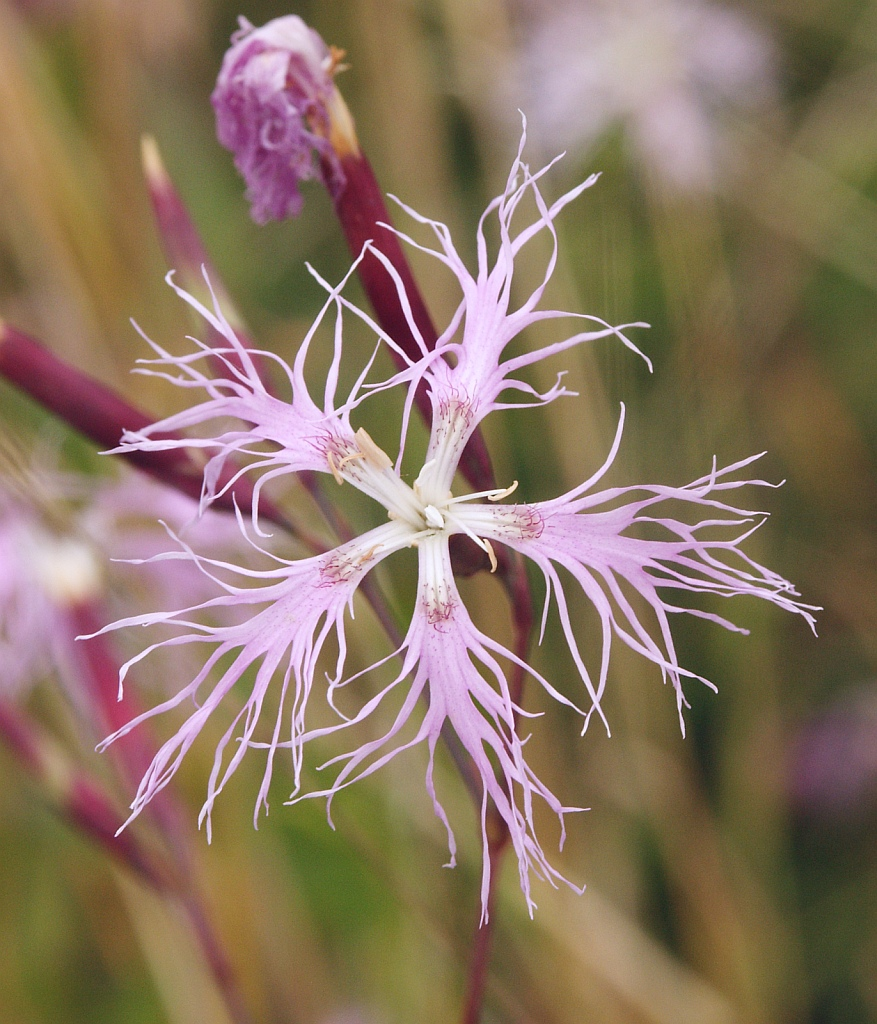
Hvozdík pyšný

Na vrcholových partiích se daří reliktně rozšířeným teplomilným druhům. Zvláštností jsou zakrslé duby zimní (Quercus patraea), z bylin např. třemdava bílá (Dictamnus albus), koniklec luční (Pulsatilla pratensis), chrpa chlumní (Centaurea triumfetti) a kavyl Ivanův (Stipa joannis). Na skalách roste tařice skalní (Aurinia saxatilis) a lomikámen vždyživý (Saxifraga paniculata). Ve svažitém terénu najdeme různé typy suťových lesů s přirozeným výskytem konopičky úzkolisté (Galeopsis angustifolia). Na jaře před olistěním stromů rozkvetou tyto lesy celými koberci tří druhů běžných sasanek (Anemone), bledule jarní (Leucojum vernum) a dalších časných druhů. V nivách potoků jsou od baroka obhospodařované pruhy luk. Zvláště chráněné rostliny z Červeného seznamu ČR se počítají na desítky. Jmenovat lze kriticky ohroženou kapradinu vratičku heřmánkolistou (Botrichium matricariifolium), její výskyt je omezen na několik oddělených populací. Z rostlin vrcholových pleší jmenujme drobnou kapradinku skalní (Woodsia ilvensis) a koniklec luční český (Pulsatilla pratensis subsp. bohemica). Na jedné lokalitě se vyskytuje hořeček ladní pobaltský (Gentianella campestris subsp. baltica). Dále česnek tuhý (Allium strictum), vstavač nachový (Orchis purpurea), vstavač osmahlý (Orchis ustulata), kruštík Greuterův (Epipactis greuterii), vlhkomilná ostřice Davallova (Carex davalliana) a světlomilný hvozdík pyšný (Dianthus superbus).
Na pokraji vymření se nachází hořec hořepník (Gentiana pneumonanthe), kterému nesvědčí změna obhospodařování luk.

### Fauna
Rozsáhlé listnaté lesy a velká diverzita stanovišť skýtají dobré podmínky pro výskyt mnoha druhů měkkýšů, hmyzu, pavoukovců i obratlovců. Podle průzkumu najdeme v CHKO 24 kriticky ohrožených, 60 silně ohrožených a 60 ohrožených druhů živočichů.

#### Bezobratlí

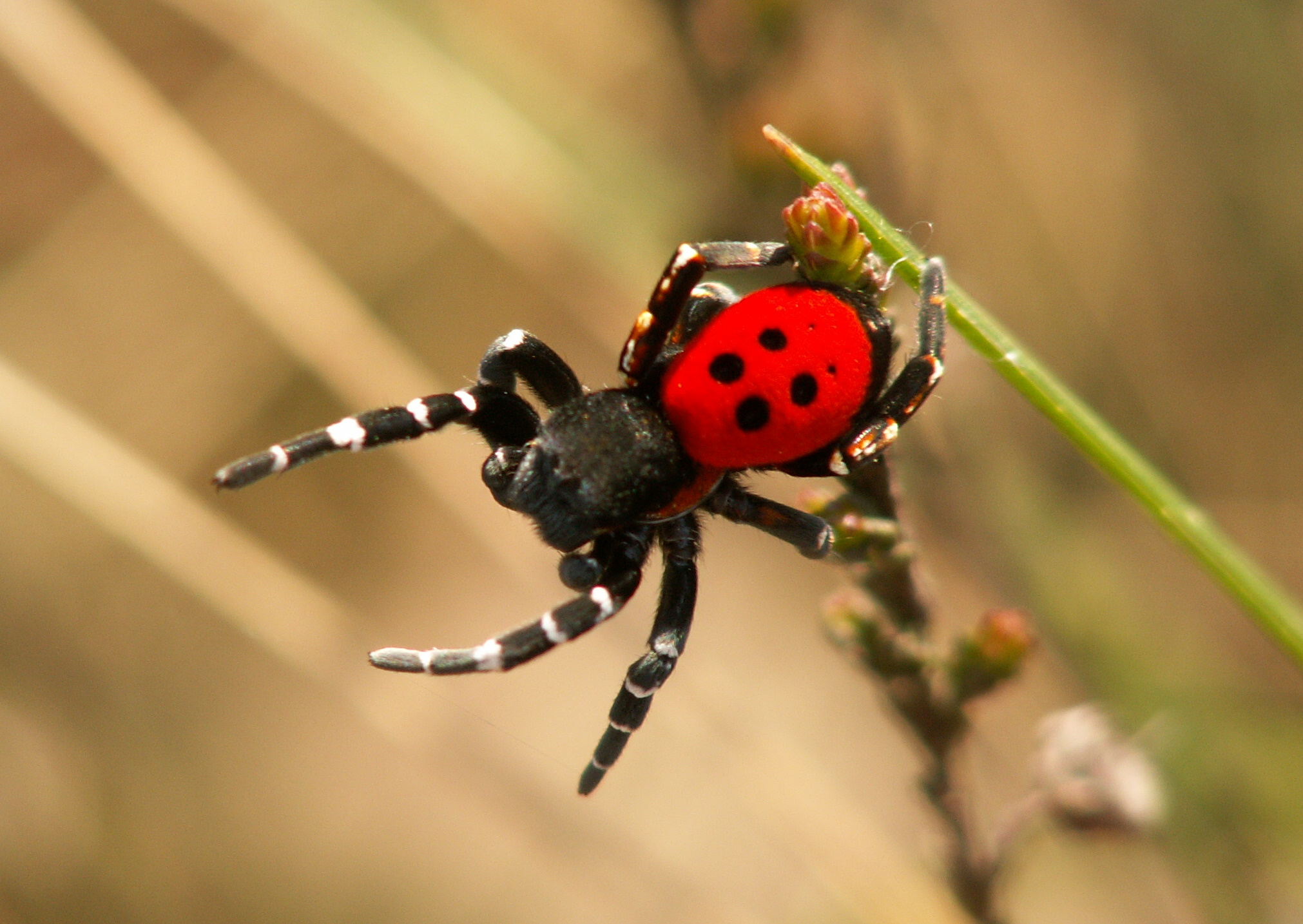
Stepník černonohý

Na skalních a stepních biotopech se vyskytují měkkýši vrkoč horský (Vertigo alpestris), zrnovka třízubá (Pupilla triplicata) a vřetenatka česká (Alinda biplicata bohemica), pavouci skálovka (Zetoles puritanus), sklípkánek (Atypus affinis) a stepník (Eresus sandaliatus). Z brouků několik druhů mandelinek, např. Chrysolina aurichalcea, dřepčík Dibolia cynoglossi, krytohlavové, např. Cryptocephalus vittatus a vzácně vruboun Sisyphus schaefferi. V Lánské oboře je jediná známá česká lokalita krasečka Aphanisticus pusillus. Některé druhy bezobratlých jsou vázány, většinou potravně, na konkrétní rostlinu, například nosatci na tařici skalní a nosateček (Oprohinus suturalis) na česnek chlumní. Na stepích můžeme spatřit motýly okáče skalního (Chazara briseis), bělopáska dvouřadého (Limenitis camilla) a můru Staurophora celsia, kterou jinak známe jen z jižní Moravy. V kamení na suťových svazích se reliktně vyskytují vzácné druhy sekáčů – žláznatka Nemastoma triste a klepítník členěný (Ischyropsalis hellwigi). Lesy jsou domovem 137 ze 184 druhů tesaříkovitých brouků, včetně tesaříka obrovského (Cerambyx cerdo) a t. broskvoňového (Purpuricenus kaehleri) a střevlíků Licinus hoffmannsegi a Cychrus attentuatus. Existence mnoha starých stromů umožňuje přítomnost vzácných druhů na ně vázaných. Mezi ně patří kovaříci Hemicrepidius mutilatus a Megapenthes lugens, páchník hnědý (Osmoderma eremita) a brouci čeledi Lycidae. Na povrch kmenů jsou dále vázáni např. mandelinky Lachnaia sexpunctata a Pachybrachis picus a z pavouků Atyphaena furva a Cetonana laticeps. V listnatých lesích se vyskytuje i roháč obrovský (Lucanus servus). Z motýlů můžeme jmenovat ohroženého batolce duhového(Apatura iris) a b. červeného (A. ilia), z nočních pak strakáče březového (Endromis versicolora), hřbetozubce Odontosia carmelita a různorožce černopásého (Fagivorina arenaria). Druhově bohaté jsou i lužní a vodní biotopy. V Klíčavském potoce byl objeven velevrub tupý (Unio crassus), z korýšů lze v čistých potocích nalézt rak kamenáč (Austropotamobius torrentium) a r. říční (Astacus astacus), ve stojatých vodách rak bahenní (A. leptodactylus).

#### Obratlovci
Oblast je význačná přítomností mnoha ohrožených a málo častých druhů. Z význačných ryb žijí v některých potocích vranka obecná (Cottus gobio) a pstruh obecný potoční (Salmo trutta m. fario). Tůňky, mokřady a potoky skýtají životní prostor mnoha zajímavým obojživelníkům, většinou silně nebo kriticky ohroženým. Z nich jmenujme především krásného mloka skvrnitého (Salamandra salamandra), ve větších tůních čolka horského (Triturus alpestris) a č. velkého (T. cristatus) a žáby kuňku žlutobřichou (Bombina variegata) a k. obecou (B. Bombina). Na teplých stráních žije ještěrka zelená (Lacerta viridis), užovka hladká (Coronella austriaca) i zmije obecná (Vipera berus), dosud běžná je na Křivoklátsku i užovka podplamatá (Natrix tessellata).

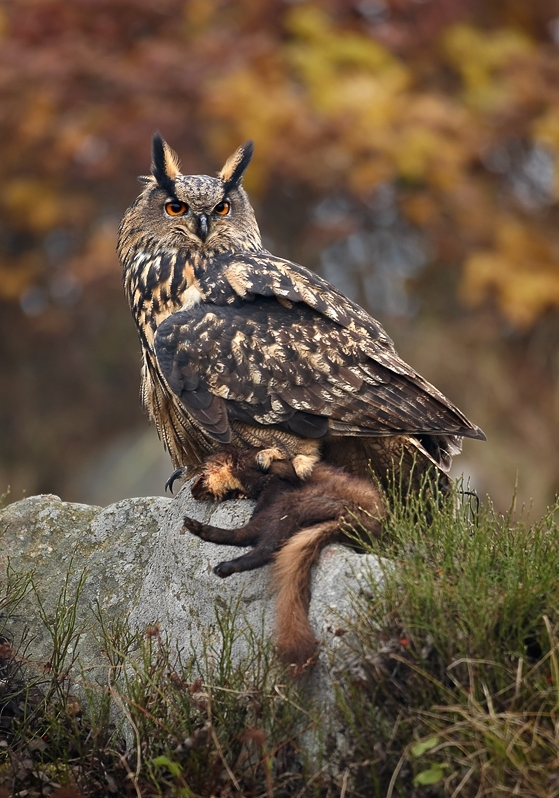
Výr velký hnízdí na skalních stěnách

Skalní stěny skýtají hnízdiště výru velkému (Bubo bubo). V listnatých lesích hnízdí velký dravec luňák červený (Milvus milvus), hnízdy sociálního hmyzu se živící včelojed lesní (Pernis apivorus), skrytě žijící jestřáb lesní (Accipiter gentilis) a krahujec obecný (Accipiter nisus). Výskyt velkých a starých stromů umožňuje přítomnost datla černého (Dryocopus martius) a strakapoudů. Ti vysekávají v kmenech hnízdní dutiny, které po nich obsazují další dutinoví hnízdiči, zejména sovy. Najdeme zde obvyklého puštíka obecného (Strix aluco), mezi mnohem vzácnější patří kulíšek nejmenší (Glaucidium passerinum) a sýc rousný (Aegolius funereus). Na velké lesy je vázaný výrazný druh čáp černý (Ciconia nigra), který hnízdí zejména v okolí NPR Týřov. Z pěvců žije v CHKO např. žluva hajní (Oriolus oriolus), lejsek bělokrký (Ficedula albicollis), v křovinách pěnice vlašská (Sylvia nisoria) a tažný druh ťuhýk obecný (Lanius collurio). Na keřích v otevřené krajině vysedávají strnadi a na loukách hnízdí skřivan polní (Alauda arvensis). Káně lesní (Buteo falcone) je nejběžnějším dravcem, kterého na polích nelze minout. Ledňáčka říčního (Alcedo atthis) spatříme jen vzácně, zato skorec vodní (Cinclus cinclus) loví bezobratlé na většině potoků. U vody se vyskytuje vydra říční (Lutra lutra) a invazivní norek americký (Mustela vison). V zimě na sněhu jsou vidět charakteristické stopy lovící lasice hranostaje (Mustela erminea). Ve skalách mají nory liška obecná (Vulpes vulpes) a jezevec lesní (Meles meles). Mezi zdejší malé savce patří např. myška drobná (Micromys minutus), hraboš mokřadní (Microtus agrestis), plch velký (Glis glis) a plšík lískový (Muscardinus avellanarius). Dominantní druhy jsou jelen evropský (Cervus elaphus), srnec obecný (Capreolus capreolus) a prase divoké (Sus scrofa). Nepůvodními druhy jsou daněk skvrnitý (Dama dama), muflon (Ovis musimon) a jelen sika (Cervus nippon).

## Plán na zřízení národního parku
V září 2008 po vypracování studií ministerstvo životního prostředí schválilo záměr na zřízení národního parku Křivoklátsko, současně se záměrem národního parku Jeseníky. Hlavním cílem bylo zachování výjimečně rozsáhlých listnatých lesních celků. Podle návrhu mělo omezení vstupu platit pouze pro I. zónu, tedy zhruba 3 000 ha, z nichž na třetinu byl vstup zakázán už před návrhem zřízení parku a zbytek je většinou ve špatně přístupných částech. Stávající síť turistických tras měla zůstat přístupná cyklistům i pěším.
Připravovaný národní park měl zabírat 116 kilometrů čtverečních, což představuje 16 procent současné chráněné krajinné oblasti.
Ministerstvem byl návrh zcela připraven včetně finančního zajištění, zbývalo schválení vládou a parlamentem. 
V srpnu 2009 byly poprvé zveřejněny plánované hranice parku. Rozloha navrženého území byla 102 km², tedy asi šestina území chráněné krajinné oblasti. Jde převážně o zalesněné území. Na pravém břehu Berounky sahá od Zbirožského potoka k Dlouhé skále u Kublova a pak směrem na severovýchod až ke vsi Žloukovice. Na levém břehu řeky jde o okolí Čertovy skály a širší okolí Vůznice a Žlubineckého potoka. Hranice je vedena tak, aby do NP nezahrnovala pole a lidské osídlení. S hranicí případného parku sousedí devatenáct obcí a uvnitř je pouze Karlova Ves. 
Dva průzkumy veřejného mínění z roku 2009 a 2010 ve Středočeském kraji zjistily 70% a 78% podporu veřejnosti.
V červenci roku 2013 měl být návrh předložen vládě, ta ale shodou okolností podala ve stejné době demisi. Ministr úřednické vlády Tomáš Podivínský ve snahách dále pokračoval. Mezitím došlo k volbám, ministrem zemědělství se stal Miroslav Toman a ten celý návrh odmítl. Stávající ochranu považoval za dostatečnou.
Proti zřízení parku vystupovali zejména zástupci myslivců a lesníků. Ti zorganizovali petici proti zřízení parku, kterou podepsalo 14 000 občanů. Byly vyjádřeny například obavy z omezení vstupu.

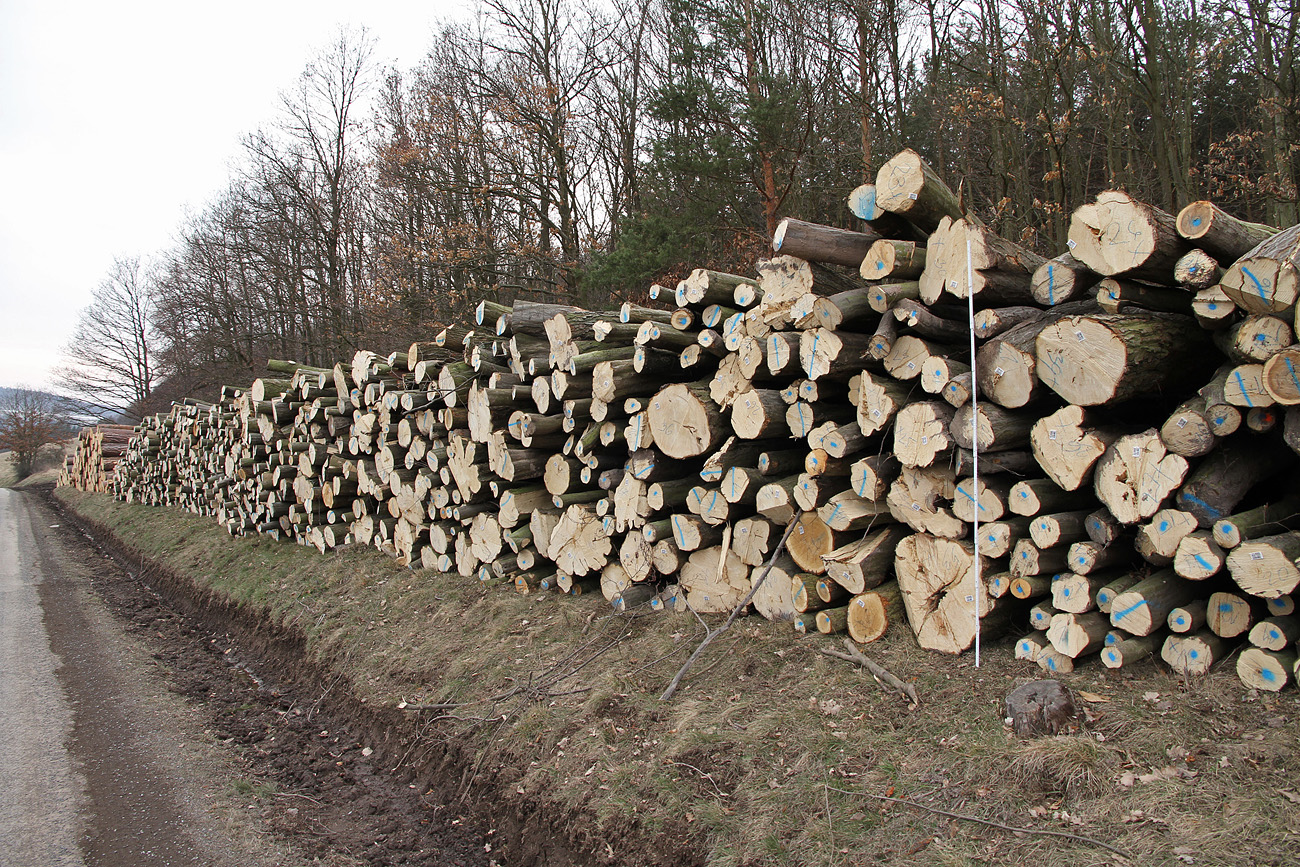
Těžba dřeva

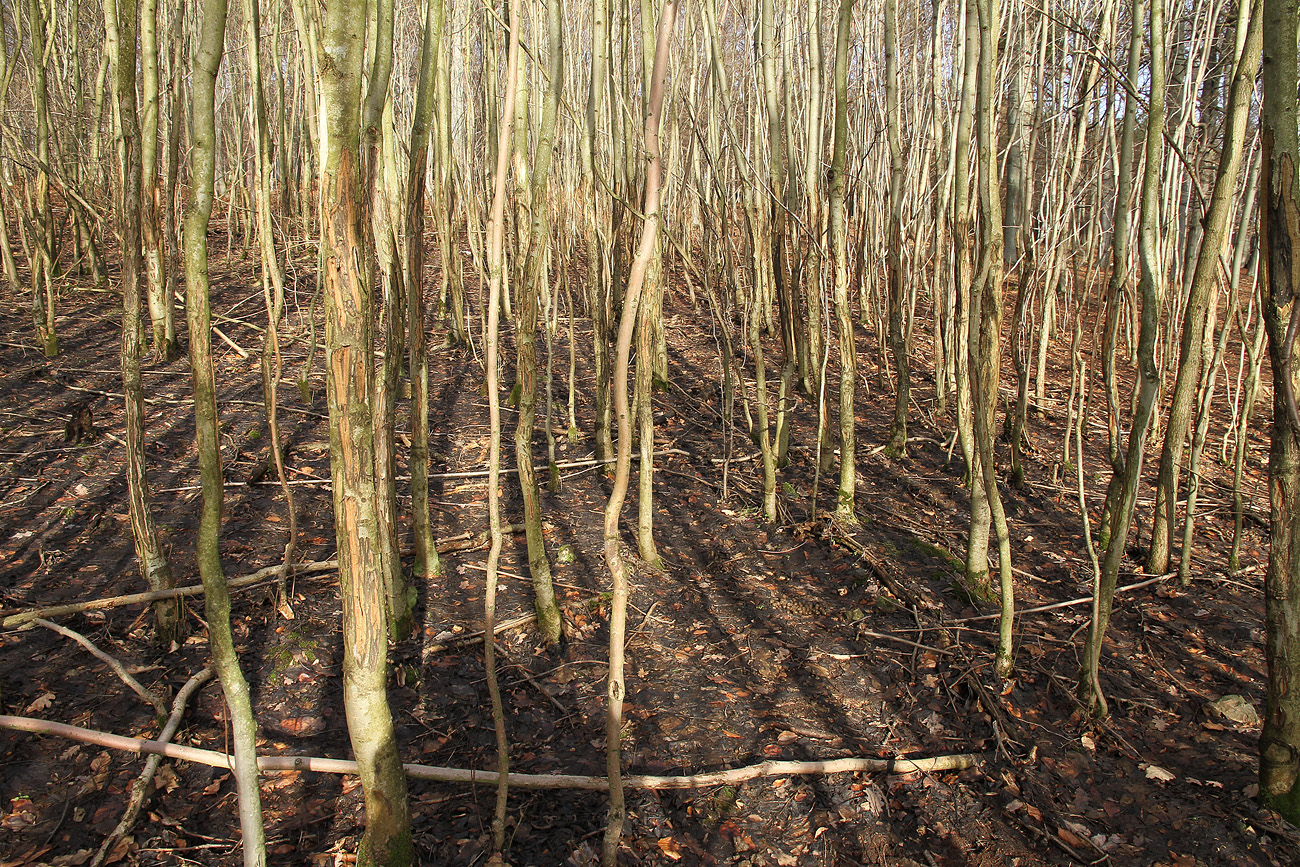
Les se kvůli okusu zvěří nemůže obnovovat

Začátkem roku 2022 ministerstvo životního prostředí oznámilo, že v nejbližší době zahájí proces vyhlašování národního parku Křivoklátsko asi na šestnácti procentech nejcennějšího území současné chráněné krajinné oblasti.
V lednu 2022 proti záměru vyhlášení Národního parku Křivoklátsko vznikla občanská iniciativa Otevřené Křivoklátsko, která považuje z několika důvodů národní park za nevhodnou formu ochrany přírodních hodnot Křivoklátska, a upozorňuje na nekorektní jednání orgánů státní správy s dotčenými obcemi. Obec Karlova Ves, která by jako jediná ležela přímo uvnitř národního parku, uspořádala nedlouho před rokem 2022 anketu mezi obyvateli a vlastníky chalup. Z došlých anketních lístků 103 respondentů nesouhlasilo, 2 souhlasili a 1 nevěděl, 15 trvale žijících obyvatel lístek neodevzdalo.
V květnu 2023 byla petičnímu výboru Poslanecké sněmovny odeslána petice proti národnímu parku a za zachování stávající chráněné krajinné oblasti. Otevřené dopisy vyjadřující nesouhlas podepsalo více než třicet starostů. Petici v říjnu 2023 projednal Petiční výbor Poslanecké sněmovny ve veřejném slyšení a postavil se za autory petice.
Protesty proti vyhlášení národního parku pokračují i v dubnu 2025, kdy je záměr schvalován ve sněmovně.

## Lesnický park Křivoklátsko
V chráněné krajinné oblasti Křivoklátsko byl ministrem zemědělství Jakubem Šebestou 13. května 2010 vyhlášen první lesnický park v Česku. Park měří přes 160 kilometrů čtverečních a jeho hranice určují zhruba obce Zbečno, Ostrovec-Lhotka a Hudlice. Podle Šebesty by se prostřednictvím fungujících lesnických parků mělo prokázat, že přírodní a kulturní hodnoty určité krajinné oblasti se dají účinně chránit i bez zpřísňování speciálního režimu ochrany přírody. Založení Lesnického parku Křivoklátsko bylo podle ředitele Agentury ochrany přírody a krajiny ČR Františka Pelce aktivitou namířenou proti chystanému vyhlášení národního parku v této lokalitě. 
To potvrzuje i pozdější výzva České lesnické společnosti adresovaná vládě a brojící proti vzniku národního parku.
Lesnický park Křivoklátsko chce být součástí Mezinárodní sítě modelových lesů (The International Model Forest Network), zaměřené na trvale udržitelné využití krajiny. Tento park však nemá žádnou oporu v zákonech a podle slov samotných zakladatelů se jedná pouze o dohodu majitelů a správců pozemků, že budou hospodařit podle určitých pravidel.
Podle Petra Bendla je problémem křivoklátských lesů přezvěření, protože lesy se, v důsledku nadměrného okusu zvěří, nemohou přirozeně obnovovat.

## Turistika

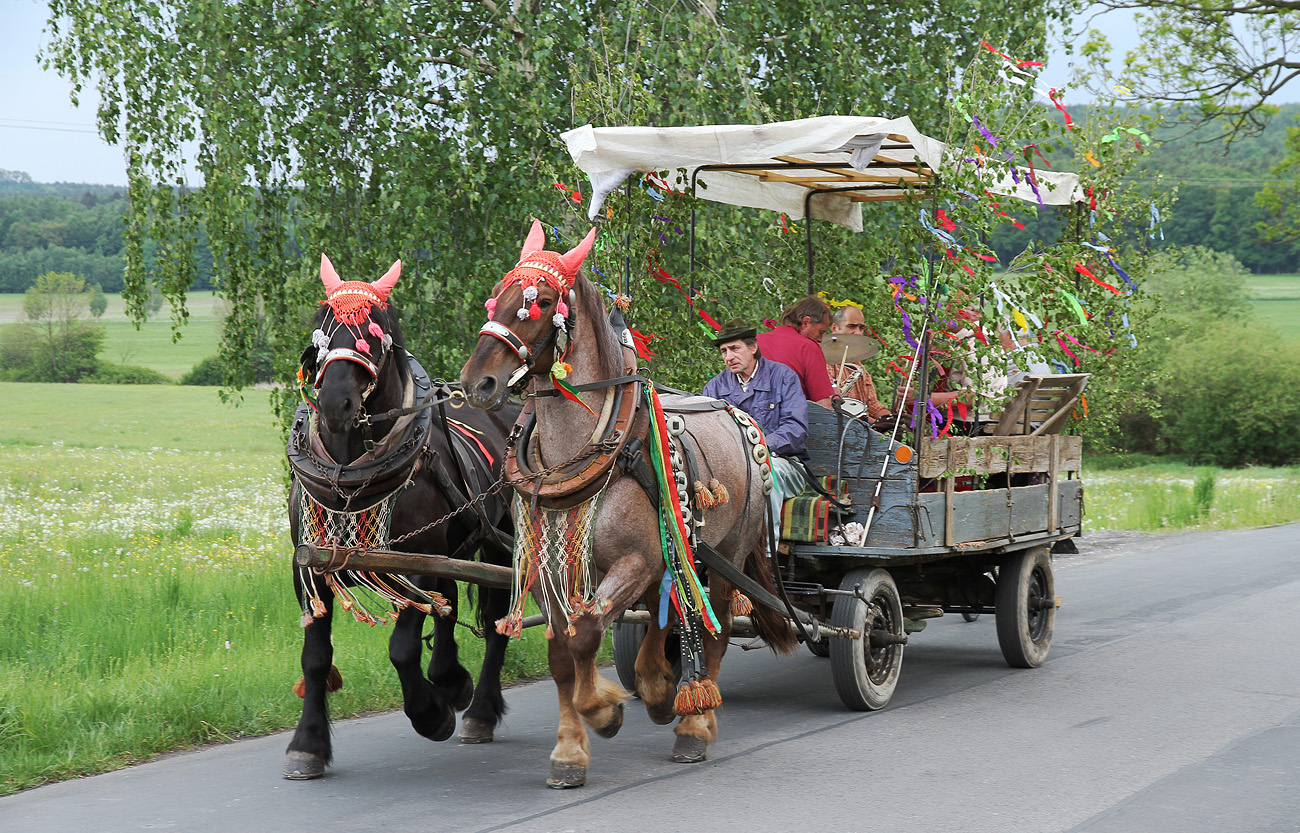
Nazdobený povoz při májích v Kublově

Na území CHKO se nachází středověké hrady Křivoklát, Točník, Žebrák a Krakovec, zříceniny Týřov, Jenčov a Jivno a zámky Zbiroh, Lány a Nižbor. Ve Zbečně lze navštívit lidovou památku Hamousův statek, kde se v červenci koná řemeslnický jarmark. Návštěvu zámku Nižbor s keltskou expozicí lze spojit s prohlídkou místní sklárny Rückl Crystal. V mnoha vsích se dosud každý rok slaví staročeské máje, v některých i zajímavější tzv. suché máje (např. Kublov).

## Maloplošná zvláště chráněná území

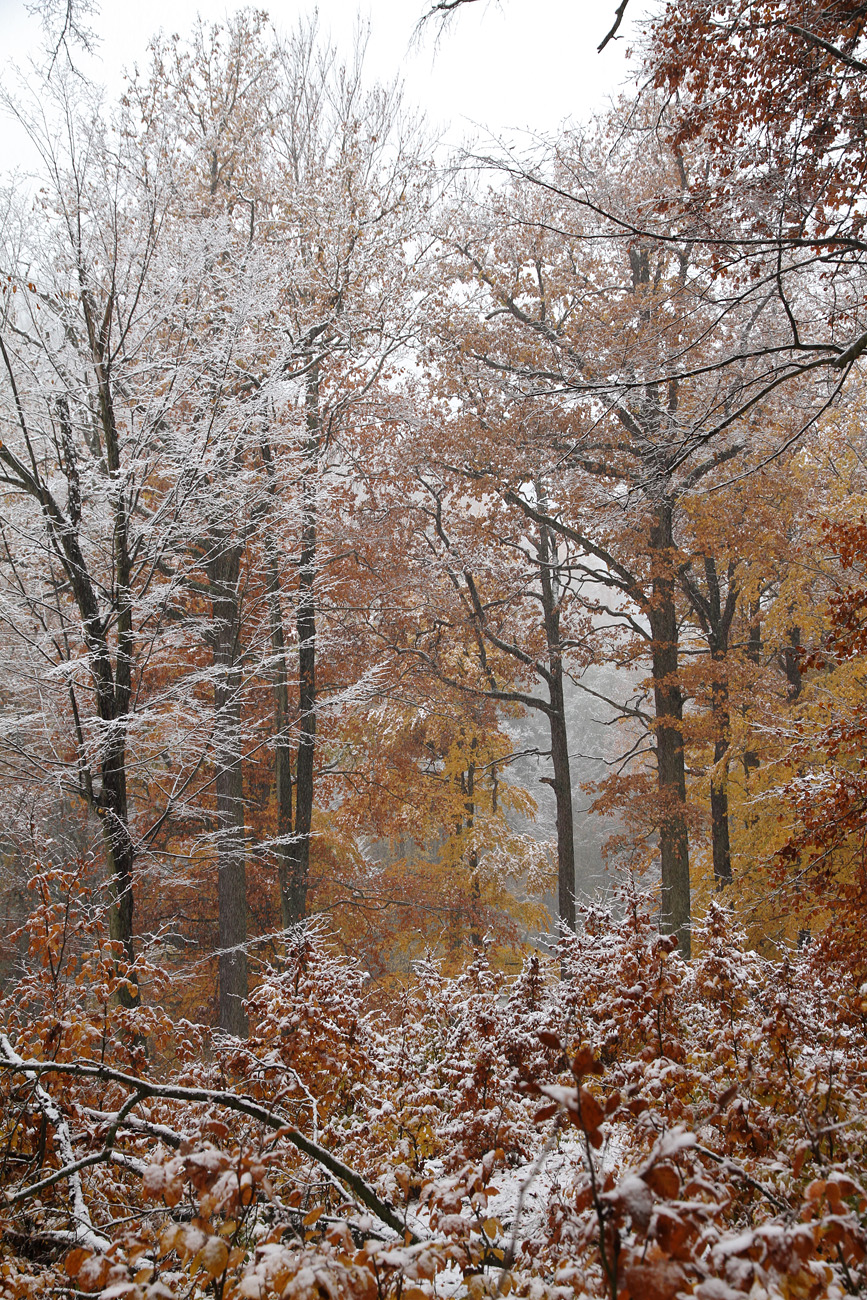
NPR Týřov

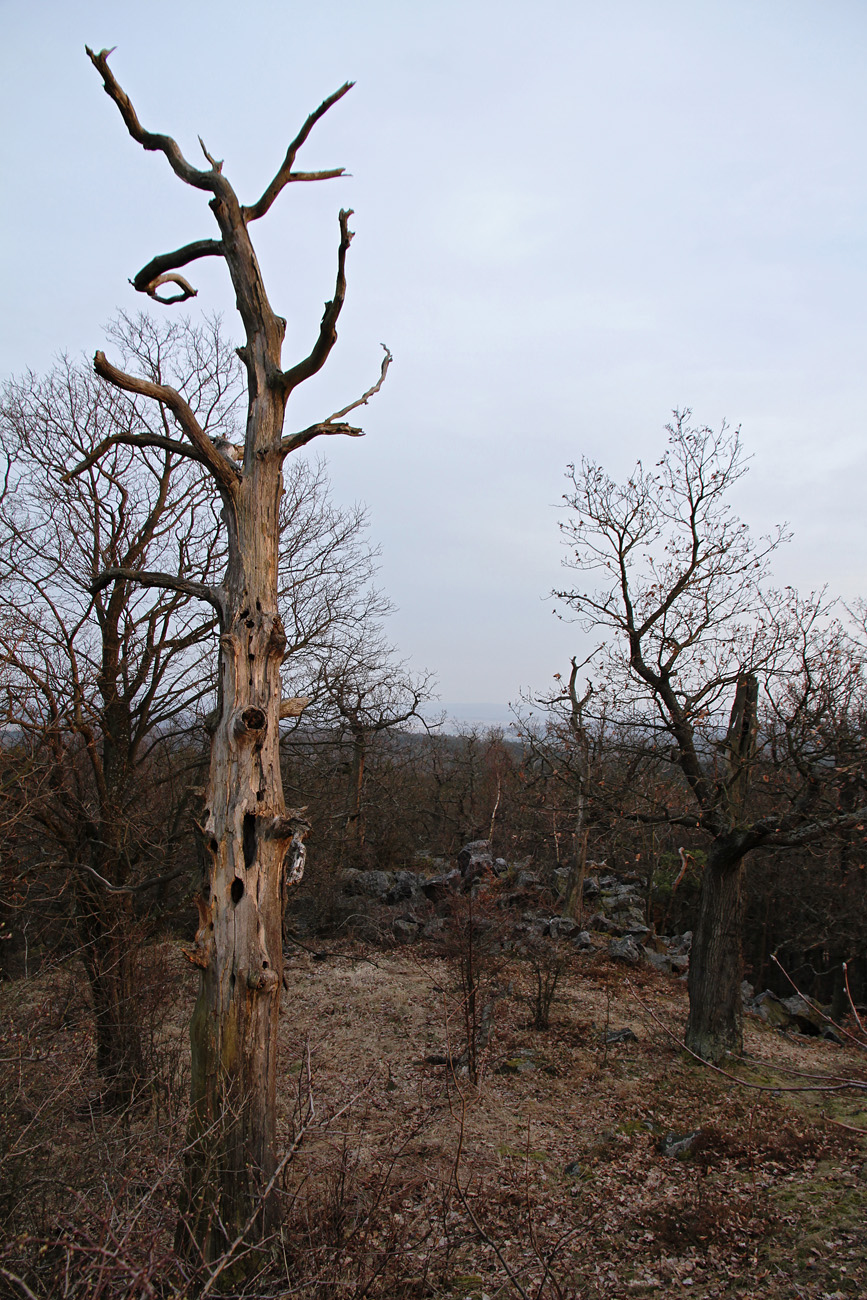
PR Jouglovka

### Národní přírodní rezervace
- Kohoutov: bučina pralesovitého charakteru s přirozenou druhovou skladbou na východ od obce Ostrovec.
- Týřov: rozsáhlé zachované území kolem ústí Úpořského potoka. Mnoho druhů stanovišť a zřícenina přemyslovského hradu.
- Velká Pleš: přirozené bezlesí na temeni kopců s navazujícími suťovými lesy. Mnoho druh bezobratlých.
- Vůznice: rozsáhlé území potoka Vůznice mezi Bělčí a Nižborem obsahuje mnoho typů lesního porostu a víc než 450 druhů cévnatých rostlin.

### Přírodní rezervace
- Brdatka: přírodní rezervace ve stráni proti Újezdu nad Zbečnem. Zachovaná přirozená lesní společenstva.
- Čertova skála: lávový skalní výchoz poblíž Týřovic, xerotermní květena.
- Červený kříž: výjimečně zachovalá doubrava s mochnou bílou (Potentilla alba), přes 150 druhů cévnatých rostlin.
- Dubensko: suťový svah s tisem červeným.
- Jouglovka: buližníkový skalní hřeben beze stop vlivu člověka.
- Kabečnice: strmé svahy na levém břehu Berounky s teplomilnou vegetací.
- Lípa: vrch se suťovými svahy a přirozenou skladbou dřevin.
- Na Babě: nejvýznamnější křivoklátská pleš s trávníky a teplomilnou doubravu, nahází se jižně od Křivoklátu.
- Nezabudické skály: skalnatý svah údolí Berounky se sedmi z devíti českých druhů plazů.
- Prameny Klíčavy: lužní olšiny a mokřadní společenstva prameniště Klíčavy.
- Skryjská jezírka: strmé svahy dolního toku Zbirožského potoka s rozmanitými společenstvy.
- Stříbrný luh: stráň v údolí Berounky u Častonic porostlá javorem a tisem s velkou diverzitou druhů.
- Svatá Alžběta: svah údolí Klíčavy se zachovalým listnatým lesem.
- U Eremita: původní suťové javořiny s tisem u Branova.
- Vysoký Tok: další z křivoklátských pleší s projevem vrcholového fenoménu.

### Přírodní památky
- Stará ves: vulkanický výhoz u obce Trubská.
- Trubínský vrch: bohatá skalní step na bazaltovém podkladu.
- Valachov: umělá jeskyně vzniklá těžbou, uvnitř vznikají minerály síry.
- Vraní skála: přístupný buližníkový hřbet s výhledem do okolí.
- Zdická skalka u Kublova: erozí obnažená skalka chráněná jako výrazný krajinný prvek.

### Související článek
- Svazek obcí Křivoklátska